# TT286
TT286 (Theban Tomb 286) è la sigla che identifica una delle Tombe dei Nobili ubicate nell'area della cosiddetta Necropoli Tebana, sulla sponda occidentale del Nilo dinanzi alla città di Luxor, in Egitto. Destinata a sepolture di nobili e funzionari connessi alle case regnanti, specie del Nuovo Regno, l'area venne sfruttata, come necropoli, fin dall'Antico Regno e, successivamente, sino al periodo Saitico (con la XXVI dinastia) e Tolemaico.

## Titolare
TT286 era la tomba di:
| Titolare | Titolo              | Necropoli       | Dinastia/Periodo  | Note |
| -------- | ------------------- | --------------- | ----------------- | ---- |
| Niay     | Scriba della tavola | Dra Abu el-Naga | Periodo Ramesside |      |

## Biografia
Roro ed Esi furono, rispettivamente, il padre e la madre di Niay; Tabes fu il nome della moglie.

## La tomba
Benché non ultimata, TT286 presenta tuttavia pareti già decorate. Un breve corridoio, sulle cui pareti sono rappresentati (1 in planimetria) il defunto e la moglie e testi sacri, immette in una camera di forma pressoché rettangolare. Sulle pareti: (2) la mummia su un catafalco assistita da Anubi e una tavola per offerte; seguono, su due registri sovrapposti (3), scene dal Libro delle Porte, un serpente su uno scrigno e un guardiano armato di coltello; il defunto accompagnato di Harsiesi è presentato a Osiride mentre la moglie (?) adora Anubi in presenza di parenti del defunto. Su altra parete (4) il defunto inginocchiato dinanzi a tre dee e al ba. Sul lato più lungo della camera (5), su due registri sovrapposti e tre scene, la statua del defunto di una divinità affrontate sotto due padiglioni; resti di scena di purificazione (?) e il defunto e la propria madre in presenza del simbolo di Osiride, sotto un padiglione, affiancato da flabelli. In altre due scene, sulla stesa parete, un prete offre libagioni e incensi al defunto e alla moglie (?) e il defunto e il proprio padre offrono libagioni a Sokar affiancato da stendardi. Poco oltre (6), su due registri Osiride accompagnato da due dee alate e il defunto inginocchiato che adora la dea Hathor in sembianze di mucca sacra. Una nicchia conclude la parte esaminata della camera; sulle pareti (7), a sinistra testi sacri, a destra il defunto inginocchiato in adorazione con mazzi di fiori.

### Annotazioni
1. ↑  La numerazione dei locali e delle pareti segue quella di Porter e Moss 1927, p. 356.
2. ↑  La prima numerazione delle tombe, dalla numero 1 alla 252, risale al 1913 con l'edizione del "Topographical Catalogue of the Private Tombs of Thebes" di Alan Gardiner e Arthur Weigall. Le tombe erano numerate in ordine di scoperta e non geografico; ugualmente in ordine cronologico di scoperta sono le tombe dalla 253 in poi.
3. ↑  I campi della Duat, ovvero l'aldilà egizio, si trovavano, secondo le credenze, proprio sulla riva occidentale del grande fiume.
4. ↑  Nella sua epoca di utilizzo, l'area era nota come "Quella di fronte al suo Signore" (con riferimento alla riva orientale, dove si trovavano le strutture dei Palazzi di residenza dei re e i templi dei principali dei) o, più semplicemente, "Occidente di Tebe".
5. ↑  le Tombe dei Nobili, benché raggruppate in un'unica area, sono di fatto distribuite su più necropoli distinte.
6. ↑  Le note, sovente di inquadramento topografico della tomba, sono tratte, fino alla TT252, dal "Topographical Catalogue" di Gardiner e Weigall, ed. 1913 e fanno perciò riferimento alla situazione dell'epoca.

### Fonti
1. ↑  Gardiner e Weigall 1913.
2. ↑  Donadoni 1999,  p. 115.
3. ↑  Porter e Moss 1927, p. 367.
4. 1 2  Porter e Moss 1927,  p. 368.